# Achias rufus
Achias rufus är en tvåvingeart som beskrevs av Mcalpine 1994. Achias rufus ingår i släktet Achias och familjen bredmunsflugor. Inga underarter finns listade i Catalogue of Life.